# Olof Eriksson (arkitekt)
Eric Olof Eriksson, född 28 oktober 1926 i Stora Tuna församling i Kopparbergs län, död där 22 april 2022, var en svensk arkitekt.
Eriksson, som var son till byggmästare Eric Eriksson och Anna Kull, utexaminerades från Kungliga Tekniska högskolan 1949. Han anställdes hos arkitekt Lennart Tham i Stockholm 1950, blev chef för arkitektavdelningen vid Lantbruksförbundets Byggnadsförening 1952, bedrev egen arkitektverksamhet från 1957, blev byggnadsråd i Byggnadsstyrelsen 1962, teknisk direktör där 1965, föreståndare och chef för Statens råd för byggnadsforskning 1973 och var arbetande ordförande Sekretariatet för framtidsstudier vid Forskningsrådsnämnden 1980–1987 och ledamot av Expertgruppen för forskning om regional utveckling (ERU) vid industridepartementet 1988–1991.
Eriksson var ledamot av Stockholms industriverksstyrelse 1982–1991, av utvecklingsnämnden i Statens energiverk/Nutek 1983–1992 och ordförande i Dalarnas forskningsråd (DFR) från 1988. Han invaldes som ledamot av Kungliga Ingenjörsvetenskapsakademien 1971 och av Johan Gottlieb Gahn-akademien 1988. Han tilldelades professors namn 1973.